# DIDWW
DIDWW és una empresa global de telecomunicacions especialitzada en serveis de trunking de veu sobre IP (VoIP) i protocol d'inici de sessió (SIP).
Va ser fundada l'any 2004 i té la seu a Dublín, Leinster, Irlanda. Lina Zaboras és la directora general de l'empresa.
Entre els clients de DIDWW hi ha Air Serbia, PCCW global, Ultra Mobile, Magic Leap, appboy.

## Història
DIDWW es va establir l'any 2004 a Dublín, Irlanda.
El desembre de 2019, la companyia va començar a oferir serveis d'SMS bidireccional als EUA i al Canadà.
A l'estiu del 2021, DIDWW es va associar amb PCCW Globa per ampliar els serveis de trunking SIP a Europa i Àsia.
El 2022, Sunrise UPC GmbH, l'empresa de telecomunicacions de Suïssa, va col·laborar amb DIDWW per llançar Business Voice International.
La companyia va continuar la seva expansió associant-se amb Telesmart.io, una empresa global de serveis de missatgeria i números, el maig de 2022.
Des del març de 2023, la solució de trunking SIP de DIDWW va estar disponible a Genesys AppFoundry.
DIDWW permet a les empreses i empreses de telecomunicacions enviar i rebre trucades i missatges de text a 4.721 àrees de telèfon fix, mòbil i gratuïts de 81 països, inclosos Irlanda, França, Alemanya, Espanya, Itàlia, Portugal, Regne Unit, Croàcia, Eslovènia, etc.
DIDWW és membre de diverses organitzacions i associacions, com ara la Communications Fraud Control Association (CFCA), RIPE NCC, Global Message Services AG (GSMA) i la Unió Internacional de Telecomunicacions (ITU).